# Абрикосов Олексій Іванович (підприємець)

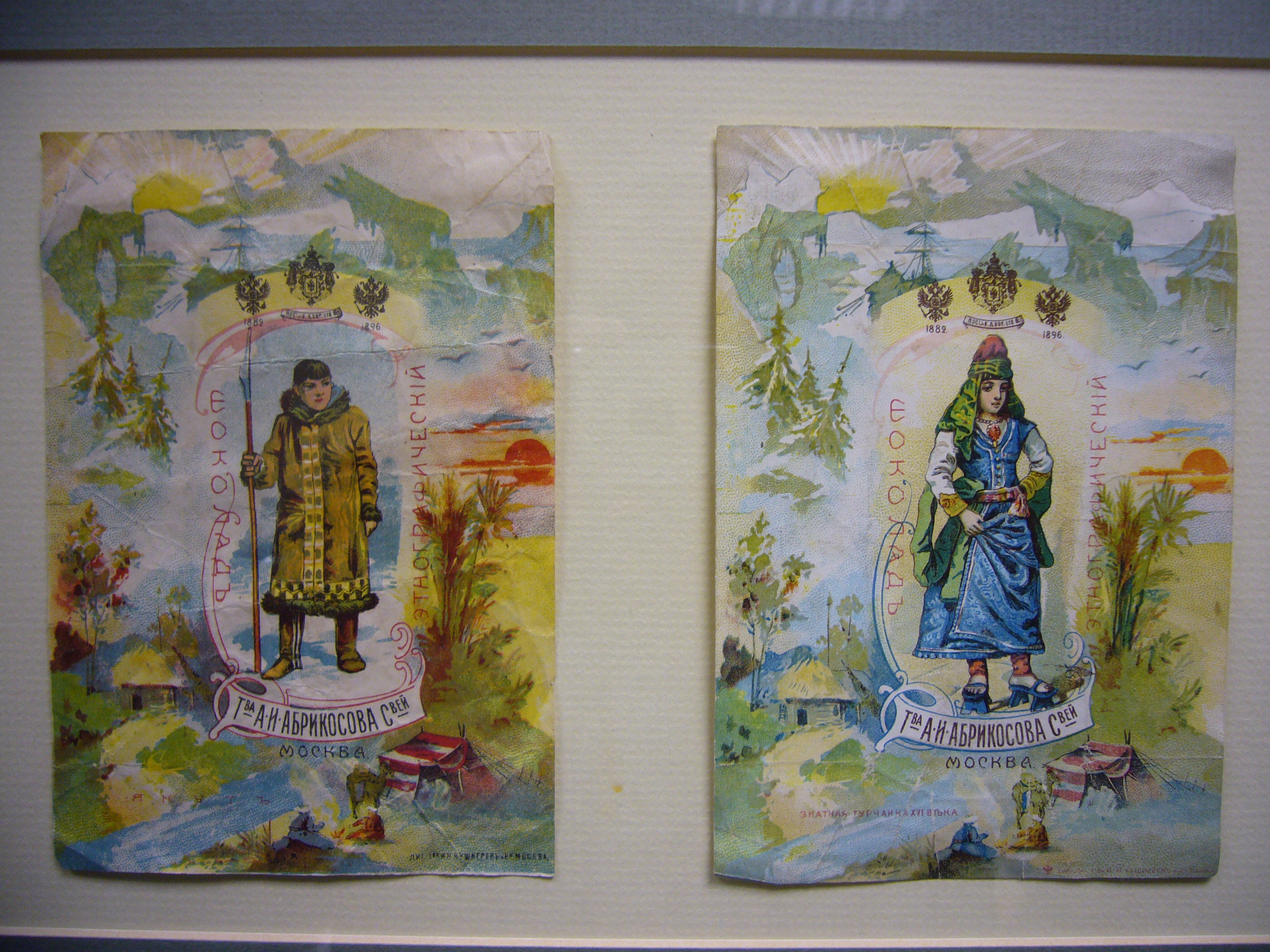
«Етнографічний шоколад», виготовлений «Товариством О. І. Абрикосова Синів»

Олексі́й Іва́нович Абрико́сов (20 лютого 1824 , Москва  — 31 січня 1904 , Москва ) — російський підприємець. Дійсний статський радник.

## Біографічні дані
У другій половині 19 століття заснував у Москві кондитерську фабрику «Товариство О. І. Абрикосова Синів» (нині концерн «Бабаєвський»). Також був власником кондитерських і чайних крамниць у Москві, постачальником Двору Його Імператорської Величності.

## Електронні джерела
- Російська портретна галерея: Енциклопедія відомих людей у фотографіях [Архівовано 13 червня 2007 у Wayback Machine.]
- Всеросійське генеалогічне дерево. Абрикосов
- Корін Олександр. Олексій Іванович Абрикосов: Російські підприємці
- Степан Миколайович Абрикосов: Люди [Архівовано 26 вересня 2007 у Wayback Machine.]